# Гусман, Мартин Луис
Гусман Мартин Луис (исп. Martín Luis Guzmán; 6 октября 1887, Чиуауа — 22 декабря 1976, Мехико) — мексиканский писатель.

## Краткая биография
Родился в семье полковника Мартина Луиса Гусмана-и-Рендона, занимавшего пост военного инструктора в академии Чапультепека (см.: Героическая военная академия) и Кармен Франко Террасас. Наряду с такими деятелями мексиканской культуры как Альфонсо Рейес входил в творческое объединение художников и писателей «Мексиканский Атеней». С 1913 года в революционной армии: сначала он служил офицером при штабе генерала Рамона Итурбе, с 1914 года — в войсках Венустиано Каррансы, а затем в формированиях Панчо Вильи. После прихода к власти Каррансы был заключён в тюрьму. С 1915 по 1920 год Гусман находился в добровольной ссылке сначала в Испании, а позднее в США. По возвращении был назначен главным редактором газеты «El Heraldo de México», а также личным секретарём Альберто Пани — министра иностранных дел в правительстве Альваро Обрегона. Основал в 1922 году газету «El Mundo». В 1925 году Гусман вновь отправился в ссылку в Испанию, где пробыл до своего возвращения в 1936 году. В 1942 году издавал газету Tiempo. В 1958 году был удостоен Премии Мануэля Авило Камачо и Национальной премии по литературе.

## Творчество
Наиболее известные романы Гусмана: «Орёл и змея» (1928), повествующий о мексиканской революции, и «Тень каудильо» (1929), в котором изобличается коррупция в послереволюционной Мексике. В 1938—1940 годах выходит стилизованная под крестьянскую речь биография революционера Франсиско Вильи — «Воспоминания Панчо Вильи»
Хотя книга «Орёл и змея» называется романом, по сути она представляет собой автобиографию писателя за период 1913—1915 годов. В романе среди прочих персонажей действуют Венустиано Карранса и Альваро Обрегон, которые описываются как эгоистичные и властолюбивые люди, описание же Панчо Вильи представляет собой смесь благоговения и страха. Некоторые главы романа могут быть прочитаны как самостоятельные произведения: например, глава «Праздник пуль», в которой офицер армии Вильи расстреливает триста заключённых или глава «Панчо Вилья на кресте», где повествуется о раскаянии Вильи, осознавшем несправедливость своего расстрельного приказа, а также глава «Смерть Давида Берланги» о гибели молодого человека (см.: es:David G. Berlanga), попытавшегося остановить бесчинства вильистов в Мехико. Таким образом, название романа может быть прочитано не только как метафора поиска национальной самоидентификации (орёл и змея изображены на мексиканском гребе), но также и как символ идеализма и приземлённой реальности, свойственных мексиканской революции.
Роман «Тень каудильо» (La sombra del caudillo) рассказывает о послереволюционных событиях периода режимов Альваро Обрегона и Плутарко Элиаса Кальеса, которые и являются прототипами каудильо, или, иначе говоря, диктатора, обозначенного в названии. Главный герой произведения военный министр Игнасио Агирре был вдохновлён образами генералов Адольфо Уэрты, возглавившим неудачное восстание против Обрегона, и Франсиско Серрано, убитым по приказу Кальеса. Прототипом персонажа Оливье Фернандеса являлся политик Хорхе Прието Лауренс, личный друг писателя.
Подобно Серрано, Агирра выставляет свою кандидатуру на президентских выборах, в которых участвует ставленник диктатора генерал Иларио Хименес, в результате чего как и Серрано становится жертвой заказного убийства. Сам диктатор появляется в романе лишь несколько раз, однако возникает ощущение словно его тень покрывает всю нацию. Центральная идея романа — предательство революционных идеалов стремящимися лишь к собственной выгоде политиками. Главный герой вызывает симпатию читателя, хотя он и не лишён недостатков в виде взяточничества и политической недальновидности. Будучи по природе порядочным человеком, он идёт на участие в интригах. В этой раздвоенности рефлексирующего Агирре и заключается его слабость, благодаря чему он проигрывает цельному в своём корыстолюбии Хименесу — цинику, не выбирающему средств в борьбе за власть, воплощающему все пороки разложившейся верхушки революционеров. 
Единственный герой романа, не замешанный в политических интригах, это альтер эго Агирры — его друг, «книжный человек» Ашкана Гонсалес. Ашкана также единственный из основных действующих лиц, кто не имеет реального прототипа. Символично и его  некастильское имя, говорящее о его смешанном испано-индейском происхождении. Мечтающий о претворении в жизнь лозунгов революции Ашкана выглядит нелепо в среде корыстных политиков. Критики отмечали некую бесплотность Ашканы, которая видна в сравнении с реалистичностью других персонажей. Ашкана становится символом правды, чистоты и справедливости, которых нет в реальной жизни. По словам автора, Ашкана «символизирует в романе революционное сознание. Его роль подобна той, которую в греческой трагедии играет хор. Ашкана — это тот идеальный мир, с помощью которого излечиваются раны мира реального». Сохраняя Ашкану от расправы над сторонниками Агирры, Гусман видит в нём силу, которая победит в будущем тень каудилизма. Таким образом, хотя книга и заканчивается убийством главного героя — Агирры, его идеалы продолжают существование.